# ماري أوزموند
أوليف ماري أوزموند (ولدت في 13 أكتوبر 1959) هي مغنية وممثلة وشخصية تلفزيونية ومؤلفة وسيدة أعمال أمريكية. استمرت مسيرتها المهنية لعقود في العديد من المجالات المختلفة. تضمنت مسيرتها الموسيقية، التي ركزت بشكل أساسي على موسيقى الريف، عددًا كبيرًا من الأغاني المنفردة التي احتلت المرتبة الأولى على قوائم أغاني الريف الساخنة لمجلة بيلبورد. جعلتها أغنيتها "Paper Roses" التي غنت عام 1973 عندما كانت في الرابعة عشرة من عمرها، أصغر مغنية تحتل أغنيتها ريفية المرتبة الأولى. بين عامي 1985 و1986، كان لديها أيضًا أغاني ريفية احتلت المرتبة الأولى مع "Meet Me in Montana" و"There's No Stopping Your Heart" و"You're Still New to Me". بصفتها شخصية تلفزيونية، قدمت برنامج دوني و ماري مع شقيقها دوني أوزموند. تشمل مسيرتها التمثيلية ظهورها في أفلام تلفزيونية ومسرحيات موسيقية على برودواي. كما كتبت العديد من الكتب وساعدت في تأسيس شبكة معجزات الأطفال.

## روابط خارجية
- الموقع الرسمي لماري أوزموند
- ماري أوزموند في قاعدة بيانات الأفلام على الإنترنت